# Concha Andreu
Concepción Andreu Rodríguez dite Concha Andreu, née le 10 mars 1967 à Calahorra (province de Logroño) est une femme politique espagnole membre du Parti socialiste ouvrier espagnol (PSOE). Elle est présidente de La Rioja entre 2019 et 2023.
Elle est élue en 2011 au Parlement de La Rioja. Pour les élections régionales de 2015, elle est cheffe de file du PSOE mais elle échoue à conquérir le pouvoir. Elle y parvient après les élections de 2019, dans le cadre d'une coalition avec Podemos et avec le soutien d'Izquierda Unida. Première femme à président La Rioja, elle met un terme à 24 ans de pouvoir du Parti populaire. En 2021, elle devient en outre secrétaire générale du PSOE de La Rioja.
Bien que gouvernant en minorité, elle fait voter successivement quatre lois de finances. Elle retourne dans l'opposition après que le Parti populaire a retrouvé la majorité absolue à la suite des élections de 2023. Elle est élue peu après au Sénat, puis elle se retire en 2024 de la vie politique régionale.

## Vie privée
Concepción Andreu Rodríguez, surnommée Concha, naît le 10 mars 1967 à Calahorra, une petite ville située au nord-est de la province de Logroño. Elle est mariée et mère d'une fille et d'un fils,.

## Formation et vie professionnelle
Concha Andreu étudie les sciences biologiques entre 1985 et 1990 à l'université de Salamanque, obtenant une licence spécialisée en botanique. Pendant les deux ans qui suivent, elle accomplit un master en viticulture et œnologie à l'université de Saragosse.
Après ses études, elle commence par faire les vendanges dans un domaine viticole puis est recrutée au sein du service de contrôle de la qualité de Schweppes. Elle travaille ensuite comme œnologue pour plusieurs domaines de La Rioja, puis devient en 2000 technicienne en prévention des risques liés au travail,,.

## Parcours politique

### Débuts
Concha Andreu est élue en mai 2011 députée au Parlement de La Rioja, et siège alors dans l'opposition au conservateur Pedro Sanz. Le 15 mars 2014, elle est investie candidate aux élections européennes du 25 mai par le comité fédéral, en 27e position sur la liste socialiste conduite par la vice-secrétaire générale du parti Elena Valenciano. Le PSOE ne remporte que 14 députés au cours de ce scrutin, aussi échoue-t-elle à entrer au Parlement européen.

### Cheffe de file en 2015 dans La Rioja
Proche du secrétaire général du PSOE de La Rioja César Luena, qui l'a nommée en 2012 secrétaire à l'Agriculture de la commission exécutive régionale (CER), Concha Andreu annonce en septembre 2014 sa candidature aux primaires socialistes pour la désignation du candidat à la présidence de la communauté autonome. Elle réunit 468 parrainages militant, soit plus du triple du minimum exigé, et est proclamée cheffe de file régionale dès la fin du mois, personne d'autre n'ayant fait acte de candidate.
Au soir des élections du 24 mai 2015, le Parti socialiste abandonne un de ses 11 députés, tandis que le Parti populaire (PP), au pouvoir depuis 1995, perd sa majorité absolue avec 15 élus sur 33. Les deux partis sont concurrencés par les partis émergents Ciudadanos et Podemos, qui remportent quatre sièges chacun. Le PP se maintient finalement au pouvoir dans le cadre d'un gouvernement minoritaire présidé par José Ignacio Ceniceros et Andreu devient porte-parole parlementaire du PSOE.

### Congrès socialiste de 2017
Lors de la conclusion du 39e congrès fédéral du PSOE en juin 2017, Concha Andreu est nommée par le secrétaire général Pedro Sánchez secrétaire exécutive au Monde rural auprès du secrétaire à l'Environnement de la commission exécutive fédérale (CEF) Hugo Morán. Dans la lutte interne entre les partisans de Sánchez et ceux de la présidente andalouse Susana Díaz, elle se présente comme une « sanchiste » à tous points de vue.
Le mois suivant, elle soutient le secrétaire à l'Organisation du PSOE de La Rioja Francisco Ocón dans sa candidature au secrétariat général régional. Ce dernier affirme alors vouloir non seulement qu'Andreu continue d'occuper les fonctions de porte-parole du groupe parlementaire, mais qu'elle soit à nouveau candidate à la présidence du gouvernement autonome aux prochaines élections, prévues en mai 2019. Élu le 16 juillet par 56,7 % des voix face à un seul concurrent, Ocón déclare lors de sa première prise de parole que « à partir de maintenant, nous sommes tous ensemble unis derrière un objectif commun, que Concha Andreu soit en 2019 la première présidente du gouvernement régional ».

## Présidente de La Rioja

### Victoire aux élections régionales de 2019
À nouveau candidate à la présidence de la communauté autonome lors des élections parlementaires du 26 mai 2019, Concha Andreu remporte le scrutin à la majorité relative avec 38,7 % des voix, soit 15 députés sur 33. Le recul du PP et la stagnation de Ciudadanos empêchent le maintien de Ceniceros au pouvoir et convertit Andreu en future cheffe du gouvernement autonome, à condition de bénéficier du vote favorable des deux parlementaires d'Unidas Podemos (UP), ce qui lui garantirait l'exacte majorité absolue.
Le PSOE et UP s'accordent le 20 juin pour entamer des discussions en vue de constituer un gouvernement de coalition, alors qu'Andreu envisageait initialement de gouverner en minorité. Deux semaines plus trad, Izquierda Unida (IU) et Podemos rompent Unidas Podemos dans la communauté autonome, posant la question de la faisabilité de l'investiture de la candidate socialiste,.

### Rupture avec Podemos
Après avoir présenté son programme aux députés le 15 juillet, Concha Andreu sollicite le lendemain leur confiance, mais sans accord, la députée de Podemos Raquel Romero s'y oppose. Ainsi, la cheffe de file du PSOE reçoit 16 voix pour — les 15 du PSOE et celle d'IU — et 17 contre. Romero confirme son vote lors du deuxième tour de scrutin, deux jours plus tard, empêchant ainsi l'accession des socialistes à la direction de l'exécutif riojan,.
Après trois semaines de silence, le PSOE et Podemos rouvrent des négociations le 12 août. Huit jours plus tard, ils parviennent à sceller un accord, également assumé par IU, prévoyant l'attribution du département de la Participation, des Droits humains et de la Coopération à un conseiller issu de Podemos. En juillet, la rupture avait été occasionnée sur cette question de la participation à l'exécutif, Andreu ayant proposé deux postes de vice-conseillers et un de directeur général au parti de gauche radicale, excluant de facto sa participation au conseil de gouvernement,.

### Coalition et accession au pouvoir

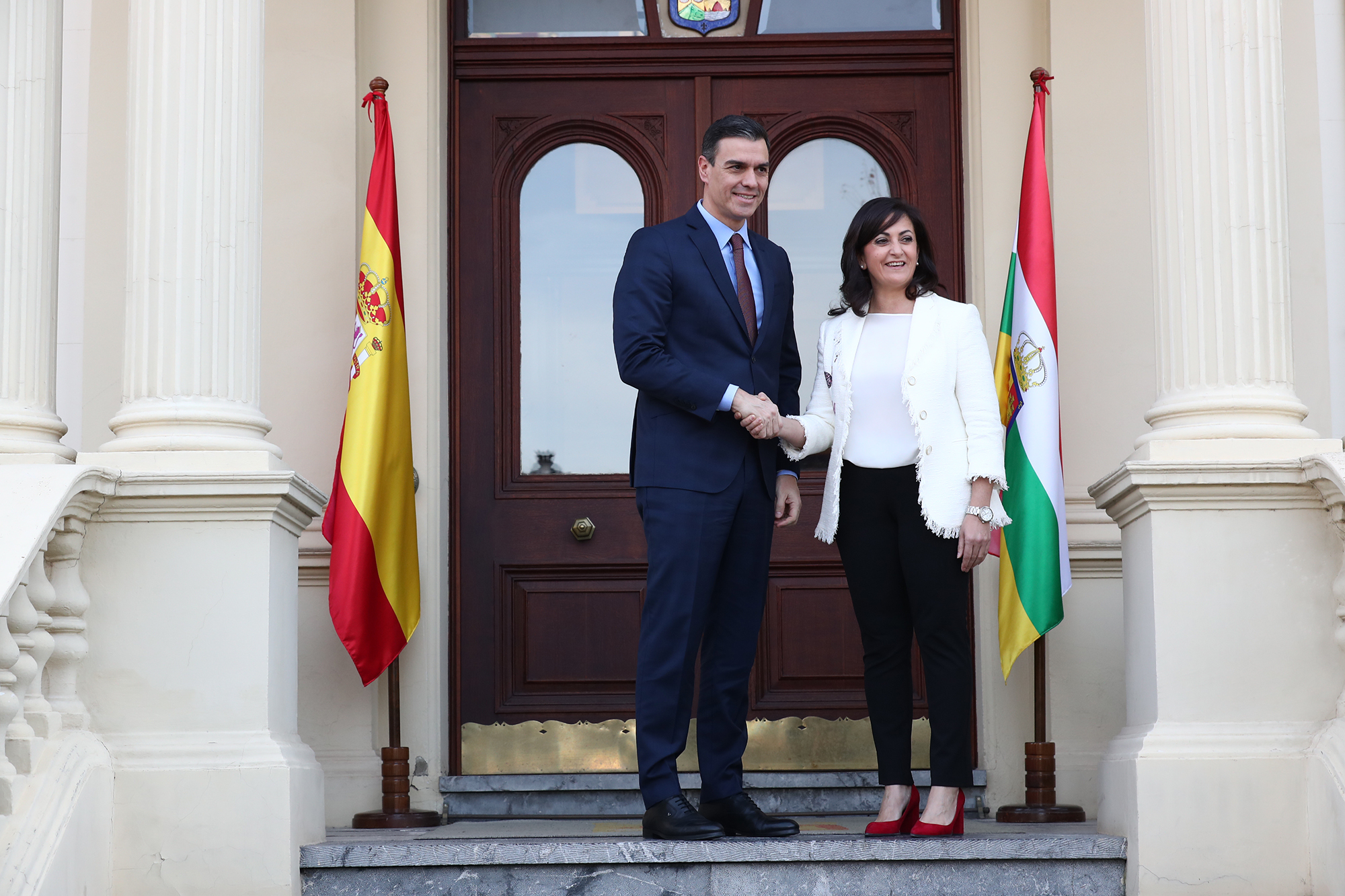
Concha Andreu reçoit le président du gouvernement espagnol Pedro Sánchez en février 2020 à Logroño.

Le 27 août 2019, trois mois après les élections parlementaires et alors que La Rioja est la seule communauté autonome sans gouvernement, Concha Andreu est investie à 52 ans présidente de La Rioja par 17 voix pour et 16 contre. Elle devient ainsi la première femme à présider la communauté autonome, et la première socialiste à occuper ce poste depuis six législatures, soit 24 ans.
Elle prend ses fonctions en prêtant serment sur la Constitution et le statut d'autonomie deux jours plus tard, au cours d'une cérémonie à laquelle participe le ministre de l'Agriculture Luis Planas, le ministre de la Science Pedro Duque, ainsi que la présidente de la Navarre María Chivite et la présidente du PSOE Cristina Narbona. Son assermentation intervient alors qu'une crise interne secoue Podemos, dont la candidate au gouvernement Nazaret Martín a finalement renoncé, au profit de la députée Raquel Romero. Le 30 août, la direction régionale de Podemos démissionne pour protester contre l'entrée de Romero au gouvernement et son maintien au Parlement, mais cette dernière affirme ne pas avoir l'intention de remettre en cause l'accord de coalition avec les socialistes, donc la stabilité de l'exécutif riojan.

### Exercice du pouvoir

#### Lois de finances
Le 28 novembre, Concha Andreu présente son premier projet de loi de finances, qui prévoit une hausse des dépenses publiques de 5,5 %. Les deux tiers du budget de la communauté autonome sont affectés aux chapitres de la santé, de l'éducation et des services sociaux. Le projet affiche un déficit public nul et une stabilité de la dette publique à 17 % du produit intérieur brut régional. Le budget pour 2020 est adopté deux mois plus tard, le 30 janvier 2020, par le Parlement avec le soutien des députés du PSOE, de Podemos et d'IU qui rejettent les 416 amendements déposés par le Parti populaire et Ciudadanos.
Le projet de loi de finances pour 2021, qui prévoit un total de dépenses de 1,529 milliard d'euros hors charge des intérêts de la dette, est remis au Parlement le 11 novembre 2020 et s'aligne les conclusions de la commission parlementaire sur la reprise économique et sociale de la communauté autonome, mise en place pour imaginer des réponses aux conséquences de la pandémie de Covid-19. Un mois plus tard, les députés de la majorité parlementaire de gauche repoussent la motion de rejet déposée par le Parti populaire, mais la séance plénière d'étude des amendements n'est pas encore convoquée et ne peut alors plus se tenir avant la fin de l'année civile. Le conseil de gouvernement approuve donc le 23 décembre la prorogation du budget de l'année 2020. Après que l'exécutif a conclu un accord avec Izquierda Unida le 21 janvier 2021 qui prévoit la reprise de 90 % des modifications proposées par le parti de gauche radicale, le projet de loi de finances, dont les dépenses sont en hausse de 17,2 % par rapport à celui de l'année 2020, est ratifié en séance plénière le 28 janvier.
Le gouvernement conclut, le 27 septembre 2021, un accord avec Izquierda Unida concernant un certain nombre de dépenses budgétaires, ce qui assure le soutien d'IU au projet de loi de finances pour 2022. Le projet de loi est approuvé trois jours plus tard par le conseil de gouvernement, et prévoit 1,542 milliard d'euros hors charge des intérêts de la dette, bénéficiant 86,95 millions d'euros de fonds européens du plan de relance post-Covid. Les motions de rejet déposées au Parlement sont refusées le 4 novembre, puis le projet de loi de finances pour 2022 est adopté, le 16 décembre, Concha Andreu soulignant qu'il est en hausse de 25 % par rapport à celui de 2019.
Le 27 septembre 2022, le gouvernement et Izquierda Unida s'entendent sur des modifications à l'avant-projet loi de finances, ce qui garantit à l'exécutif qu'IU appuiera le projet de budget 2023 de la communauté autonome. Le projet de loi de finances est approuvé en conseil de gouvernement dès le lendemain, et prévoit 1,663 milliard d'euros de dépenses, soit une progression de l'ordre de 7 % par rapport au budget régional 2022. Le Parlement adopte définitivement le texte le 19 décembre, Concha Andreu étant la première dirigeante d'un gouvernement minoritaire à obtenir la ratification de quatre budgets au cours d'une même législature depuis l'accession de La Rioja à l'autonomie.

#### Remaniements d'août 2020
Concha Andreu annonce le 3 août 2020 le limogeage du conseiller à l'Éducation Luis Cacho et son remplacement par Pedro Uruñela, après que la presse a révélé qu'il était le bénéficiaire d'une Sicav domiciliée au Luxembourg et dotée d'un dépôt de 77 millions d'euros. Ce type de société bénéficient de privilèges fiscaux que la gauche entend mieux réguler au niveau national. Le secrétaire général du PSOE territorial et conseiller à la Gouvernance publique Francisco Ocón (es) ayant défendu le maintien en fonction de Luis Cacho, le choix de la présidente du gouvernement crée des tensions au sein de la fédération socialiste de la communauté autonome. Trois jours plus tard, le conseiller à la Durabilité et à la Transition écologique José Luis Rubio annonce sa démission pour « raisons personnelles » alors que Concha Andreu avait indiqué ne pas vouloir faire plus de changements après le départ de Luis Cacho. Alejandro Dorado Nájera est nommé pour le remplacer le 15 août.
Finalement, la présidente procède le 25 août à un remaniement gouvernemental d'ampleur, procédant à la révocation de Francisco Ocón et de la conseillère aux Services sociaux Ana Santos, cette dernière étant victime d'une réorganisation des services de la communauté autonome pour mieux faire face à la pandémie de Covid-19. Le renvoi d'Ocón est le fruit d'un accord négocié par le secrétaire à l'Organisation du PSOE José Luis Ábalos, en contrepartie duquel Concha Andreu renonce à se présenter à l'avenir au secrétariat général du PSOE de La Rioja ; le conseiller aux Finances Celso González se voit alors attribuer les compétences sur la fonction publique, Pablo Rubio — ancien membre du gouvernement de José Ignacio Pérez Sáenz chargé des questions sociales — est nommé conseiller à la Gouvernance publique et aux Services aux citoyens, et la conseillère à la Participation, à la Coopération et aux Droits de l'homme Raquel Romero, membre de Podemos, devient conseillère à l'Égalité, à la Participation et à l'Agenda 2030. Cette évolution de la composition de l'exécutif n'est pas communiquée à la direction territoriale de Podemos, qui fait part de sa « surprise et préoccupation » que de tels changements puissent remettre en cause l'orientation progressiste du programme du gouvernement.

#### Secrétaire générale régionale du PSOE
Le 28 août 2021, Concha Andreu révèle son intention d'être candidate au secrétariat général du Parti socialiste ouvrier espagnol de La Rioja, trois jours seulement avant l'ouverture de la première étape du processus des primaires internes, qui consiste à déposer sa pré-candidature. Cette annonce intervient quelques heures après que Francisco Ocón a fait savoir qu'il ne serait pas candidat à un second mandat. La commission régionale d'éthique annonce le 7 septembre suivant qu'elle est la seule militante à avoir déposé sa pré-candidature, et qu'elle se trouve désormais autorisée à recueillir les parrainages militants, devant obtenir le soutien d'au moins 2 % des adhérents du PSOE-LR.
Le 20 septembre, cette même commission indique qu'elle a reçu le nombre de parrainages requis, et la proclame donc à titre provisoire secrétaire générale, sa proclamation définitive ne pouvant intervenir qu'après la conclusion du délai de recours. Son élection sans opposant est ratifiée le 31 octobre suivant par les délégués au congrès, en présence notamment de tous ses prédécesseurs au secrétariat général. Dans sa commission exécutive, investie avec 90 % des suffrages, elle intègre notamment la déléguée du gouvernement María Marrodán comme « numéro deux » en qualité de secrétaire à l'Organisation, l'ancienne maire d'Ollauri María Luisa Ruiz à la présidence, trois membres de son gouvernement, ainsi que le rival de son prédécesseur lors des primaires de 2017. Le XVe congrès du PSOE régional se clôt sur une image d'unité interne retrouvée, quelques mois seulement après la rupture entre Concha Andreu et Francisco Ocón, auquel la nouvelle secrétaire générale rend un hommage très limité dans son discours.

### Défaite aux élections régionales de 2023

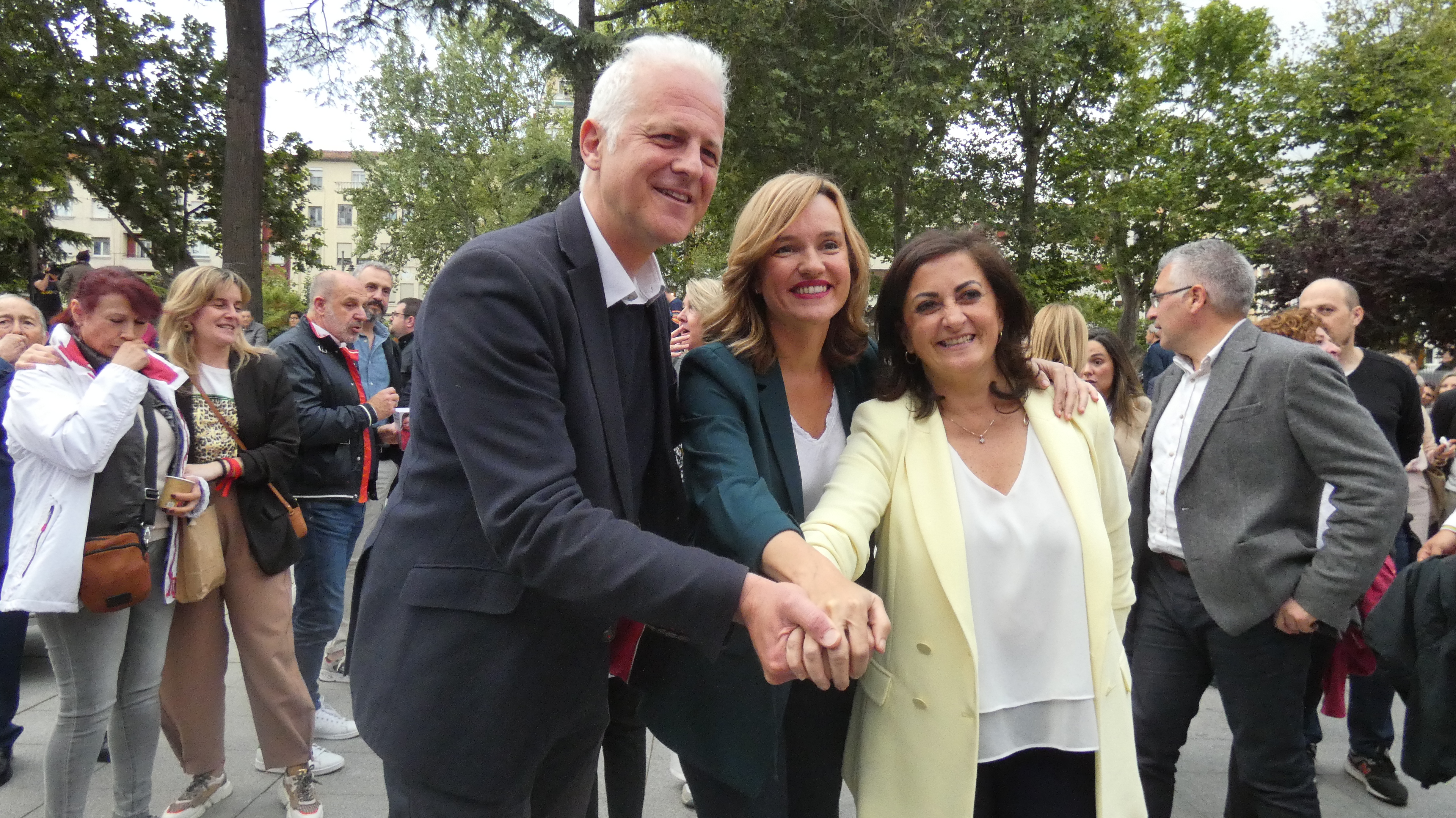
Concha Andreu est défaite aux élections régionales de 2023.

Lors des élections régionales du 28 mai 2023, Concha Andreu perd le pouvoir après que le Parti populaire, conduit par Gonzalo Capellán, a remporté la majorité absolue des sièges au Parlement, tandis que le Parti socialiste passe de 15 à 12 députés. Elle considère que sa défaite, à l'image de sa victoire en 2019, est due notamment au contexte national, en particulier à la campagne et la personnalité du président du gouvernement et secrétaire général du PSOE, Pedro Sánchez.
Trois jours après la tenue du scrutin, elle dit ne pas avoir décidé si elle continue de siéger au Parlement de La Rioja ou si elle se présente aux élections générales anticipées du 23 juillet. Elle indique le 9 juin qu'elle a bel et bien l'intention de siéger au Parlement de La Rioja. Après que Gonzalo Capellán a obtenu la confiance des députés, elle le reçoit à son bureau le 28 juin et lui remet un document listant dix dossiers qu'elle considère prioritaires pour la communauté autonome.

## Sénatrice et retrait de la politique régionale
Le 7 juin 2023, Concha Andreu est investie par le comité régional du PSOE tête de liste au Sénat pour les élections générales du 23 juillet. Elle est effectivement élue à la chambre haute des Cortes Generales le jour du scrutin, le PSOE ne remportant qu'un seul des quatre sièges de sénateur à pourvoir.
Elle est désignée, le 3 octobre, deuxième vice-présidente du bureau de la commission générale des communautés autonomes, présidée par Luisa Fernanda Rudi, du Parti populaire.
Elle annonce le 17 juin 2024 son intention de démissionner du Parlement de La Rioja et de ne pas postuler à un deuxième mandat au secrétariat général du PSOE de La Rioja. Elle assiste trois jours plus tard à sa dernière séance parlementaire, en conclusion de laquelle elle est unanimement applaudie, puis elle remet formellement sa démission. Elle est remplacée le 27 juin par le maire de Brieva de Cameros Daniel Carrillo après que la secrétaire à l'Organisation du PSOE régional María Marrodán a renoncé à prendre posession du mandat.
Le 16 décembre, le porte-parole du groupe parlementaire socialiste et maire d'Arnedo Javier García (es), qui avait annoncé sa candidature dès le mois de juillet, est proclamé secrétaire général élu du PSOE de La Rioja, étant le seul candidat en lice.